# Liste des épisodes de Bienvenue chez les Loud
Cet article présente la liste des épisodes de la série d'animation américaine Bienvenue chez les Loud diffusée aux États-Unis depuis le 2 mai 2016 sur Nickelodeon  et depuis en France le 16 mai 2016 sur Nickelodeon France.

## Panorama des saisons
| Saisons | Saisons | Épisodes (segments) |  | États-Unis        | États-Unis        | France           | France          |
| Saisons | Saisons | Épisodes (segments) |  | Début de saison   | Fin de saison     | Début de saison  | Fin de saison   |
| ------- | ------- | ------------------- |  | ----------------- | ----------------- | ---------------- | --------------- |
|         | CM      | 13                  |  | 5 juin 2014       | 19 juin 2020      | TBA              | TBA             |
|         | 1       | 26(59)              |  | 2 mai 2016        | 23 octobre 2016   | 16 mai 2016      | 26 octobre 2016 |
|         | 2       | 26 (49)             |  | 25 octobre 2016   | 1er décembre 2017 | 6 mai 2017       | 16 février 2018 |
|         | 3       | 26 (48)             |  | 19 janvier 2018   | 7 mars 2019       | 5 mai 2018       | 25 mai 2019     |
|         | 4       | 26 (50)             |  | 27 mai 2019       | 23 juillet 2020   | 7 septembre 2019 | 17 octobre 2020 |
|         | 5       | 26 (48)             |  | 11 septembre 2020 | 4 mars 2022       | 6 février 2021   | 19 février 2022 |
|         | 6       | 26 (49)             |  | 11 mars 2022      | 16 mai 2023       | 28 mai 2022      | 29 octobre 2023 |
|         | 7       | 20 (38)             |  | 17 mai 2023       | 6 juin 2024       | 2 octobre 2023   | 14 juin 2024    |
|         | 8       | 13 (23)             |  | 10 juin 2024      | 20 juin 2025      | 28 octobre 2024  | 11 juin 2025    |
|         | 9       | 12 ( 24 )           |  |                   |                   |                  |                 |
|         | 10      |                     |  |                   |                   |                  |                 |

## Liste des épisodes

### Courts-métrages (2013)
| #  | Titre original        | Première diffusion |
| -- | --------------------- | ------------------ |
| 1  | Bathroom Break!!      | 5 juin 2014        |
| 2  | Slice of Life         | 18 avril 2016      |
| 3  | Deuces Wild           | 21 juillet 2017    |
| 4  | 12 Days of Christmas  | 16 décembre 2017   |
| 5  | No End in Bite        | 28 septembre 2019  |
| 6  | Speaking Sibling      | 22 mai 2020        |
| 7  | So Long, Sucker       | 22 mai 2020        |
| 8  | Robot Sitcom          | 29 mai 2020        |
| 9  | The Maltese Bear      | 15 juin 2020       |
| 10 | Put a Sock in It      | 16 juin 2020       |
| 11 | Wet, Lather and Scrub | 8 avril 2021       |
| 12 | 10 Headed Beast       | 17 juin 2020       |
| 13 | King of the Chair     | 18 juin 2020       |
| 14 | Muscle Fish           | 20 août 2021       |
| 15 | Right Where We Belong | 9 juillet 2022     |
| 16 | Flippee Jingle        | 9 juillet 2022     |
| 17 | Trash Grab            | 30 mai 2023        |
| 18 | A Crim to Dye For     | 13 juillet 2023    |

### Première saison (2016)
| №  | #   | Titre français                              | Titre original                       | Dates de première diffusion |
| №  | #   | Titre français                              | Titre original                       | États-Unis                  |
| -- | --- | ------------------------------------------- | ------------------------------------ | --------------------------- |
| 1  | 1a  | Dans le noir                                | Left in the Dark                     | 2 mai 2016                  |
| 1  | 1b  | Message reçu                                | Get the Message                      | 2 mai 2016                  |
| 2  | 2a  | L'Amour vache                               | Heavy Meddle                         | 3 mai 2016                  |
| 2  | 2b  | Le Trophée                                  | Making the Case                      | 3 mai 2016                  |
| 3  | 3a  | Leni comme c'est pas permis                 | Driving Miss Hazy                    | 9 mai 2016                  |
| 3  | 3b  | Quand Lori n'est pas là, les souris dansent | No Guts, No Glori                    | 10 mai 2016                 |
| 4  | 4a  | La Super Place                              | The Sweet Spot                       | 6 mai 2016                  |
| 4  | 4b  | La Table des grands                         | A Tale of Two Tables                 | 6 mai 2016                  |
| 5  | 5a  | L'Exposé                                    | Project Loud House                   | 5 mai 2016                  |
| 5  | 5b  | Des vacances pas de tout repos              | In Tents Debate                      | 5 mai 2016                  |
| 6  | 6a  | Un silence assourdissant                    | Sound of Silence                     | 19 mai 2016                 |
| 6  | 6b  | L'Envahisseur                               | Space Invader                        | 20 mai 2016                 |
| 7  | 7a  | La Photo parfaite                           | Picture Perfect                      | 11 mai 2016                 |
| 7  | 7b  | Un peu de tenue                             | Undie Pressure                       | 12 mai 2016                 |
| 8  | 8a  | Une piscine pour les Loud                   | Linc or Swim                         | 13 mai 2016                 |
| 8  | 8b  | Tout le monde adore Lily                    | Changing the Baby                    | 18 mai 2016                 |
| 9  | 9a  | La Soirée pyjama                            | Overnight Success                    | 20 juillet 2016             |
| 9  | 9b  | Le Grand Ménage                             | Ties That Bind                       | 7 juin 2016                 |
| 10 | 10a | La Récupération                             | Hand Me Downer                       | 16 mai 2016                 |
| 10 | 10b | Mensonge et Punition                        | Sleuth or Consequences               | 17 mai 2016                 |
| 11 | 11a | L'Effet Papillon                            | Butterfly Effect                     | 9 juin 2016                 |
| 11 | 11b | La Maison verte                             | The Green House                      | 8 juin 2016                 |
| 12 | 12a | Une araignée au plafond                     | Along Came a Sister                  | 4 mai 2016                  |
| 12 | 12b | Grève et Paix                               | Chore and Peace                      | 4 mai 2016                  |
| 13 | 13a | Rock'n roll                                 | For Bros About to Rock               | 6 juin 2016                 |
| 13 | 13b | La Chasse au trésor                         | It's a Loud, Loud, Loud, Loud, House | 10 juin 2016                |
| 14 | 14a | La Princesse et la Grenouille               | Toads and Tiaras                     | 21 juillet 2016             |
| 14 | 14b | Deux garçons et un couffin                  | Two Boys and a Baby                  | 19 juillet 2016             |
| 15 | 15a | Les Sœurs à la rescousse                    | Cover Girls                          | 1er août 2016               |
| 15 | 15b | Double Rendez-vous                          | Save the Date                        | 4 août 2016                 |
| 16 | 16a | En manque d'attention                       | Attention Deficit                    | 3 août 2016                 |
| 16 | 16b | Frime en limousine                          | Out on a Limo                        | 2 août 2016                 |
| 17 | 17a | Musique en famille                          | House Music                          | 18 juillet 2016             |
| 17 | 17b | Tout un roman !                             | A Novel Idea                         | 22 juillet 2016             |
| 18 | 18a | Poison d'avril                              | April Fools' Rules                   | 23 septembre 2016           |
| 18 | 18b | Céréales à tout prix                        | Cereal Offender                      | 18 octobre 2016             |
| 19 | 19a | Lincoln Loud, le gourou des filles          | Lincoln Loud: Girl Guru              | 13 septembre 2016           |
| 19 | 19b | Tout doit disparaître                       | Come Sale Away                       | 12 septembre 2016           |
| 20 | 20a | À la dure                                   | Roughin' It                          | 14 septembre 2016           |
| 20 | 20b | Une fête à ne pas rater                     | The Waiting Game                     | 15 septembre 2016           |
| 21 | 21a | Le Football                                 | The Loudest Yard                     | 16 septembre 2016           |
| 21 | 21b | Lucy, la voyante                            | Raw Deal                             | 19 octobre 2016             |
| 22 | 22a | Au bal caché, ohé ohé                       | Dance, Dance Resolution              | 19 septembre 2016           |
| 22 | 22b | La Fête fréro-raine                         | A Fair to Remember                   | 20 septembre 2016           |
| 23 | 23a | Marre des filles                            | One of the Boys                      | 17 octobre 2016             |
| 23 | 23b | La Cafteuse                                 | A Tattler's Tale                     | 21 septembre 2016           |
| 24 | 24a | Drôle d'affaire                             | Funny Business                       | 7 novembre 2016             |
| 24 | 24b | Joue de neige                               | Snow Bored                           | 8 novembre 2016             |
| 25 | 25a | Même pas peur                               | The Price of Admission               | 15 octobre 2016             |
| 25 | 25b | La Morve aux trousses                       | One Flu Over the Loud House          | 15 octobre 2016             |
| 26 | 26a | Galères scolaires                           | Study Muffin                         | 22 septembre 2016           |
| 26 | 26b | Tempête à la maison                         | Homespun                             |                             |

### Deuxième saison (2016/2017)
| №  | #   | Titre français               | Titre original                      | Dates de première diffusion |
| №  | #   | Titre français               | Titre original                      | États-Unis                  |
| -- | --- | ---------------------------- | ----------------------------------- | --------------------------- |
| 27 | 1   | Noël en folie                | 11 Louds a Leapin'                  | 25 novembre 2016            |
| 28 | 2a  | La Guerre des stagiaires     | Intern for the Worse                | 9 novembre 2016             |
| 28 | 2b  | Une journée avec papy        | The Old and the Restless            | 10 novembre 2016            |
| 29 | 3a  | Les Premiers Pas             | Baby Steps                          | 10 janvier 2017             |
| 29 | 3b  | Bagarre en famille           | Brawl in the Family                 | 11 janvier 2017             |
| 30 | 4a  | Spa-tastrophe                | Suite and Sour                      | 9 janvier 2017              |
| 30 | 4b  | Du côté obscur               | Back in Black                       | 12 janvier 2017             |
| 31 | 5a  | Lisa l'intello               | Making the Grade                    | 24 février 2017             |
| 31 | 5b  | Vanzilla                     | Vantastic Voyage                    | 23 février 2017             |
| 32 | 6a  | Des sœurs complémentaires    | Patching Things Up                  | 15 mars 2017                |
| 32 | 6b  | Les Espions en herbe         | Cheater by the Dozen                | 16 mars 2017                |
| 33 | 7a  | Mesures de sécurité          | Lock'N Loud                         | 22 février 2017             |
| 33 | 7b  | Tirages de portraits         | The Whole Picture                   | 21 février 2017             |
| 34 | 8a  | Lincoln porte la poisse      | No Such Luck                        | 13 mars 2017                |
| 34 | 8b  | Sauvetage de grenouilles     | Frog Wild                           | 14 mars 2017                |
| 35 | 9a  | La Liste irréaliste          | Kick the Bucket List                | 10 avril 2017               |
| 35 | 9b  | Que les fêtes commencent     | Party Down                          | 11 avril 2017               |
| 36 | 10a | Ras le bol                   | Fed Up                              | 12 avril 2017               |
| 36 | 10b | Parents pour une semaine     | Shell Shock                         | 13 avril 2017               |
| 37 | 11a | Auteurs en herbe             | Pulp Friction                       | 14 avril 2017               |
| 37 | 11b | Instinct animal              | Pets Peeved                         | 15 mai 2017                 |
| 38 | 12a | Le Gros Mot                  | Potty Mouth                         | 14 juin 2017                |
| 38 | 12b | L comme Love                 | L Is for Love                       | 15 juin 2017                |
| 39 | 13  | Chaos familial               | The Loudest Mission: Relative Chaos | 29 mai 2017                 |
| 40 | 14a | Photo de groupe              | Out of the Picture                  | 16 mai 2017                 |
| 40 | 14b | Coloc' en colère             | Room with a Feud                    | 17 mai 2017                 |
| 41 | 15a | Le Blues post rupture        | Back Out There                      | 12 juin 2017                |
| 41 | 15b | Lucy jette des sorts         | Spell It Out                        | 18 mai 2017                 |
| 42 | 16a | Le Paradis perdu             | Fool's Paradise                     | 13 juin 2017                |
| 42 | 16b | L'Entretien d'embauche       | Job Insecurity                      | 25 juillet 2017             |
| 43 | 17a | Arggh ! Trucage ou pas ?     | Arggh! You for Real?                | 24 juillet 2017             |
| 43 | 17b | L'In-dépendance              | Garage Banned                       | 24 juillet 2017             |
| 44 | 18a | Deux Lori pour le prix d'une | Change of Heart                     | 26 juillet 2017             |
| 44 | 18b | Une forme olympique          | Health Kicked                       | 27 juillet 2017             |
| 45 | 19a | La Sphère de compétence      | Future Tense                        | 18 septembre 2017           |
| 45 | 19b | La Mauvaise Gagnante         | Lynner Takes All                    | 28 juillet 2017             |
| 46 | 20a | Le Maître et ses disciples   | Yes Man                             | 19 septembre 2017           |
| 46 | 20b | Objectif Amitié              | Friend or Faux?                     | 20 septembre 2017           |
| 47 | 21a | Blague à part                | No Laughing Matter                  | 21 septembre 2017           |
| 47 | 21b | Sans surprise                | No Spoilers                         | 16 octobre 2017             |
| 48 | 22a | Légendes                     | Legends                             | 11 novembre 2017            |
| 48 | 22b | Un pisteur sachant pister    | Mall of Duty                        | 11 novembre 2017            |
| 49 | 23a | La Lecture                   | Read Aloud                          | 17 octobre 2017             |
| 49 | 23b | Pas un Loud                  | Not a Loud                          | 18 octobre 2017             |
| 50 | 24  | Piégé !                      | Tricked !                           | 13 octobre 2017             |
| 51 | 25a | Le Jouet diabolique          | The Crying Dame                     | 24 novembre 2017            |
| 51 | 25b | Anti-social                  | Anti-Social                         | 24 novembre 2017            |
| 52 | 26a | Les Vacances à la neige      | Snow Way Down                       | 1er décembre 2017           |
| 52 | 26b | L'Emballage gagnant          | Snow Way Out                        | 1er décembre 2017           |

### Troisième saison (2018/2019)
| №  | #   | Titre français                   | Titre original            | Dates de première diffusion |
| №  | #   | Titre français                   | Titre original            | États-Unis                  |
| -- | --- | -------------------------------- | ------------------------- | --------------------------- |
| 53 | 1   | Bonjour les vacances !           | Tripped!                  | 25 juin 2018                |
| 54 | 2a  | Première Impression              | White Hare                | 2 février 2018              |
| 54 | 2b  | Mamounette en folie              | Insta-gran                | 2 février 2018              |
| 55 | 3a  | Rock'n'rêves                     | Roadie to Nowhere         | 19 janvier 2018             |
| 55 | 3b  | La Guerre des bouchées           | A Fridge Too Far          | 19 janvier 2018             |
| 56 | 4a  | La Reine des likes               | Selfie Improvement        | 26 janvier 2018             |
| 56 | 4b  | Rien ne vaut l'école à la maison | No Place Like Homeschool  | 26 janvier 2018             |
| 57 | 5a  | Les Citadins                     | City Slickers             | 9 février 2018              |
| 57 | 5b  | Double Piège                     | Fool Me Twice             | 9 février 2018              |
| 58 | 6a  | Droit au panier                  | Net Gains                 | 9 mars 2018                 |
| 58 | 6b  | Une deuxième salle de bain       | Pipe Dreams               | 16 mars 2018                |
| 59 | 7a  | Pas facile d'être fan            | Fandom Pains              | 30 mars 2018                |
| 59 | 7b  | Délit de parentalité             | Rita Her Rights           | 6 avril 2018                |
| 60 | 8a  | Les profs ont le béguin          | Teacher's Union           | 13 avril 2018               |
| 60 | 8b  | Les Démons de la poésie          | Head Poet's Anxiety       | 4 juin 2018                 |
| 61 | 9a  | La Folle Savante                 | The Mad Scientist         | 5 juin 2018                 |
| 61 | 9b  | Communication rompue             | Missed Connection         | 20 septembre 2018           |
| 62 | 10a | Je passe mon tour                | Deal Me Out               | 6 juin 2018                 |
| 62 | 10b | L'Invitation                     | Friendzy                  | 7 juin 2018                 |
| 63 | 11a | La campagne, ça vous gagne       | Pasture Bedtime           | 26 juin 2018                |
| 63 | 11b | Super Shoppeuse                  | Shop Girl                 | 26 juin 2018                |
| 64 | 12a | Un concours régional             | Gown and Out              | 1 août 2018                 |
| 64 | 12b | Dada                             | Breaking Dad              | 30 juillet 2018             |
| 65 | 13a | Qui perd gagne au change         | Ruthless People           | 28 juin 2018                |
| 65 | 13b | Lincoln fait feu de tout bois    | What Wood Lincoln Do?     | 27 juin 2018                |
| 66 | 14a | La Balance de la justice         | Scales of Justice         | 20 juillet 2018             |
| 66 | 14b | Vol en série                     | Crimes of Fashion         | 20 juillet 2018             |
| 67 | 15a | Présence d'absence               | Absent Minded             | 31 juillet 2018             |
| 67 | 15b | L'Élu de Stella                  | Be Stella My Heart        | 2 août 2018                 |
| 68 | 16a | Combat de babysitteurs           | Sitting Bull              | 18 septembre 2018           |
| 68 | 16b | Les Espions qui m'aimaient trop  | The Spies Who Loved Me    | 19 septembre 2018           |
| 69 | 17  | Tube en puissance                | Really Loud Music         | 23 novembre 2018            |
| 70 | 18a | Mensonges et Vérité              | House of Lies             | 17 septembre 2018           |
| 70 | 18b | Prêter n'est pas jouer           | Game Boys                 | 17 septembre 2018           |
| 71 | 19a | Tout le monde aime Leni          | Everybody Loves Leni      | 9 octobre 2018              |
| 71 | 19b | Collégiens                       | Middle Men                | 10 octobre 2018             |
| 72 | 20a | La Maison hanté                  | Jeers for Fears           | 11 octobre 2018             |
| 72 | 20b | Un thé hanté                     | Tea Tale Heart            | 12 octobre 2018             |
| 73 | 21  | Thanksgiving                     | The Loudest Thanksgiving  | 12 novembre 2018            |
| 74 | 22a | Devenir imprévisible             | Predict Ability           | 4 février 2019              |
| 74 | 22b | Guidée par l'ambition            | Driving Ambition          | 5 février 2019              |
| 75 | 23a | Le Préféré                       | Home of the Fave          | 6 février 2019              |
| 75 | 23b | Star un jour, inconnu ledemain   | Hero Today, Gone Tomorrow | 7 février 2019              |
| 76 | 24a | Le Club d'écriture               | The Write Stuff           | 4 mars 2019                 |
| 76 | 24b | La Course du cœur                | Racing Hearts             | 5 mars 2019                 |
| 77 | 25a | Dilemme théâtral                 | Stage Plight              | 6 mars 2019                 |
| 77 | 25b | Les Antiquités                   | Antiqued Off              | 7 mars 2019                 |
| 78 | 26  | Le Restaurant de papa            | Cooked!                   | 18 février 2019             |

### Quatrième saison (2019/2020)
| №   | #   | Titre français                                    | Titre original                               | Dates de première diffusion | Dates de première diffusion |
| №   | #   | Titre français                                    | Titre original                               | États-Unis                  |                             |
| --- | --- | ------------------------------------------------- | -------------------------------------------- | --------------------------- | --------------------------- |
| 79  | 1   | Les Casagrandes                                   | Friended! with the Casagrandes               | 27 mai 2019                 |                             |
| 80  | 2a  | Les Casagrandes : Facture de courant pas courante | Power Play with the Casagrandes              | 10 juin 2019                |                             |
| 80  | 2b  | Les Casagrandes : La Bonne Place                  | Room for Improvement with the Casagrandes    | 11 juin 2019                |                             |
| 81  | 3a  | Les Casagrandes : Dur d'être un modèle            | Roll Model with the Casagrandes              | 12 juin 2019                |                             |
| 81  | 3b  | Les Casagrandes : Ringuard, mon œil !             | No Show with the Casagrandes                 | 13 juin 2019                |                             |
| 82  | 4a  | Les Casagrandes : Affronte le public              | Face the Music with the Casagrandes          | 17 juin 2019                |                             |
| 82  | 4b  | Les Casagrandes : La Fête d'anniversaire          | Pranks for the Memories with the Casagrandes | 18 juin 2019                |                             |
| 83  | 5a  | Les Casagrandes : La Guerre commerciale           | Store Wars with the Casagrandes              | 19 juin 2019                |                             |
| 83  | 5b  | Les Casagrandes : La Fièvre de la lutte           | Lucha Fever with the Casagrandes             | 20 juin 2019                |                             |
| 84  | 6a  | Les Loud font naufrage                            | Washed Up                                    | 15 juillet 2019             |                             |
| 84  | 6b  | La Recette du fiasco                              | Recipe for Disaster                          | 16 juillet 2019             |                             |
| 85  | 7a  | La Course au cadeau                               | Present Tense                                | 17 juillet 2019             |                             |
| 85  | 7b  | Un rêve givré                                     | Any Given Sundae                             | 18 juillet 2019             |                             |
| 86  | 8a  | Service complexe                                  | Can't Hardly Wait                            | 26 octobre 2019             |                             |
| 86  | 8b  | Un concours pour Charles                          | A Mutt Above                                 | 26 octobre 2019             |                             |
| 87  | 9a  | L'amour donne des ailes                           | Love Birds                                   | 2 novembre 2019             |                             |
| 87  | 9b  | Les Cadets de l'espace                            | Rocket Men                                   | 2 novembre 2019             |                             |
| 88  | 10a | Une présidente d'enfer                            | A Grave Mistake                              | 2 septembre 2019            |                             |
| 88  | 10b | Une gérante marrante                              | Leader of the Rack                           | 2 septembre 2019            |                             |
| 89  | 11a | À la recherche du mutant                          | Tails of Woe                                 | 19 octobre 2019             |                             |
| 89  | 11b | Le Dernier Loud sur Terre                         | Last Loud on Earth                           | 19 octobre 2019             |                             |
| 90  | 12a | Dispensé de réunion                               | Stall Monitor                                | 9 novembre 2019             |                             |
| 90  | 12b | Opération Bouton                                  | A Pimple Plan                                | 9 novembre 2019             |                             |
| 91  | 13  | Les Rois de la convention                         | Kings of the Con                             | 14 octobre 2019             |                             |
| 92  | 14a | Soyons sport, c'est du sport                      | Good Sports                                  | 16 novembre 2019            |                             |
| 92  | 14b | Le costume de longue vie                          | Geriantics                                   | 16 novembre 2019            |                             |
| 93  | 15a | Les cornichons de la liberté                      | Exchange of Heart                            | 25 janvier 2020             |                             |
| 93  | 15b | La bonne action de Lola                           | Community Disservice                         | 25 janvier 2020             |                             |
| 94  | 16a | Restrictions budgétaires                          | Deep Cuts                                    | 1er février 2020            |                             |
| 94  | 16b | Game Over                                         | Game Off                                     | 1er février 2020            |                             |
| 95  | 17a | Une maman parfaite                                | Write and Wrong                              | 27 avril 2020               |                             |
| 95  | 17b | Chat va le faire                                  | Purrfect Gig                                 | 29 avril 2020               |                             |
| 96  | 18a | Sur la touche                                     | Singled Out                                  | 15 février 2020             |                             |
| 96  | 18b | Prendre son courage à demain                      | Brave the Last Dance                         | 15 février 2020             |                             |
| 97  | 19a | Le jeu des jumelles                               | Sister Act                                   | 11 mai 2020                 |                             |
| 97  | 19b | Flip chez les Loud                                | House Flip                                   | 12 mai 2020                 |                             |
| 98  | 20a | Quand Lori quitte le nid                          | Don't You Fore-get About Me                  | 13 mai 2020                 |                             |
| 98  | 20b | Les rois du cookie                                | Tough Cookies                                | 14 mai 2020                 |                             |
| 99  | 21a | Un terrain glissant                               | On Thin Ice                                  | 8 juin 2020                 |                             |
| 99  | 21b | Faire du tri                                      | Room and Hoard                               | 9 juin 2020                 |                             |
| 100 | 22a | Une autre étoile est née                          | A Star is Scorned                            | 10 juin 2020                |                             |
| 100 | 22b | Une terminale d'enfer                             | Senior Moment                                | 11 juin 2020                |                             |
| 101 | 23a | Le Grand Prix de Kart                             | Wheel and Deal                               | 17 juin 2020                |                             |
| 101 | 23b | Cuisine en famille                                | Feast or Family                              | 16 mai 2020                 |                             |
| 102 | 24a | Il était onze fois...                             | A Dark and Story Night                       | 16 mai 2020                 |                             |
| 102 | 24b | Ô plage ! Ô désespoir !                           | Sand Hassles                                 | 15 juin 2020                |                             |
| 103 | 25a | Double défi                                       | How Double Dare You!                         | 20 juillet 2020             |                             |
| 103 | 25b | Journal pas très intime                           | Snoop's On                                   | 21 juillet 2020             |                             |
| 104 | 26a | Amis pour la vie                                  | Friends in Dry Places                        | 22 juillet 2020             |                             |
| 104 | 26b | En voiture, Lori !                                | Coupe Dreams                                 | 23 juillet 2020             |                             |

### Épisode spécial (2020)
| Titre | Réalisation   | Scénario                                    | Première diffusion | Code pro. | Audiences |
| --- | ------------- | ------------------------------------------- | ------------------ | --------- | --------- |
| Restons chez nous (The Loud House & Casagrandes Hangin' At Home Special) | Theresa Young | Theresa Young, John Clancy et Andrew Ronald | 23 mai 2020        | 999       | 639 000   |
| Lincoln et Ronnie Anne ont une discussion en ligne pour se mettre au courant de ce qu'ils ont fait pendant la pandémie de Covid-19. Ils passent également par les échecs de la mode, les différentes discussions sur le Web avec leurs amis respectueux, les moments de cuisine de Lynn Sr. (père de Lincoln), les moments de cuisine de Rosa (grand-mère de Ronnie-Anne), les différentes occasions aux Gus's Games and Grubs, les vacances en famille et les émissions de télévision préférées. Cela se termine par une surprise que Ronnie Anne a pour Lincoln. |               |                                             |                    |           |           |

### Cinquième saison (2020/2021/2022)
Le 7 mai 2019, il a été annoncé que la série avait été renouvelée pour une cinquième saison.
| №   | #   | Titre français                    | Titre original           | Date de première diffusion |
| --- | --- | --------------------------------- | ------------------------ | -------------------------- |
| 105 | 1   | À bonne école                     | Schooled!                | 11 septembre 2020          |
| 106 | 2   | À bonne école                     | Schooled!                | 11 septembre 2020          |
| 107 | 3a  | Comme un chef                     | The Boss Maybe           | 18 septembre 2020          |
| 107 | 3b  | L'Espion de la famille            | Family Bonding           | 18 septembre 2020          |
| 108 | 4a  | Trouble-fête                      | Strife of the Party      | 25 septembre 2020          |
| 108 | 4b  | Royal News                        | Kernel of Truth          | 25 septembre 2020          |
| 109 | 5   | Le Fantôme de Fairway             | Ghosted!                 | 9 octobre 2020             |
| 110 | 6a  | La science rend aveugle           | Blinded By Science       | 16 octobre 2020            |
| 110 | 6b  | En solo                           | Band Together            | 16 octobre 2020            |
| 111 | 7a  | Le Champion de la bouse           | Cow Pie Kid              | 22 janvier 2021            |
| 111 | 7b  | La Magie de la magie              | Saved by the Spell       | 22 janvier 2021            |
| 112 | 8a  | Échange de cadeau                 | Season's Cheatings       | 5 décembre 2020            |
| 112 | 8b  | Le Père Flipël                    | A Flipmas Carol          | 5 décembre 2020            |
| 113 | 9a  | Ennuis de bus                     | No Bus, No Fuss          | 29 janvier 2021            |
| 113 | 9b  | Une chambre pour Mamie            | Resident Upheavel        | 29 janvier 2021            |
| 114 | 10a | Le Farceur d'avril                | Silence of the Luans     | 26 mars 2021               |
| 114 | 10b | Maman au collège                  | Undercover Mom           | 26 mars 2021               |
| 115 | 11a | Mauvais Calcul                    | School of Shock          | 5 février 2021             |
| 115 | 11b | Élection-choc                     | Electshunned             | 5 février 2021             |
| 116 | 12a | Zach contre-attaque               | Zach Attack              | 8 février 2021             |
| 116 | 12b | Seul en scène                     | Flying Solo              | 8 février 2021             |
| 117 | 13a | La Peur de vomir                  | Hurl, Interrupted        | 7 mai 2021                 |
| 117 | 13b | Les Diamants pour toujours        | Diamonds Are For Never   | 7 mai 2021                 |
| 118 | 14a | La rumeur est tenace              | Rumor Has It             | 14 mai 2021                |
| 118 | 14b | Jour d'entraînement               | Training Day             | 14 mai 2021                |
| 119 | 15a | Le Metteur en chêne               | Director's Rut           | 21 mai 2021                |
| 119 | 15b | Des chiffres et des êtres         | Friday Night Fights      | 21 mai 2021                |
| 120 | 16a | Perte de repaire                  | Grub Snub                | 28 mai 2021                |
| 120 | 16b | Le Septième Membre                | She's All Bat            | 28 mai 2021                |
| 121 | 17a | Beaucoup de pouces pour rien      | Much Ado About Noshing   | 27 août 2021               |
| 121 | 17b | Royal News a le blues             | Broadcast Blues          | 27 août 2021               |
| 122 | 18  | Un camp en or                     | Camped!                  | 31 mai 2021                |
| 123 | 19a | Le Groupe de Papa                 | Dad Reputation           | 16 juillet 2021            |
| 123 | 19b | Dans la tête de Lily Loud         | Dream a Lily Dream       | 27 août 2021               |
| 124 | 20a | Pour le meilleur et pour la paire | How the Best Was Won     | 11 décembre 2021           |
| 124 | 20b | L'Arche de Lana                   | Animal House             | 29 octobre 2021            |
| 125 | 21a | Ce qui manque à Lori              | Lori Days                | 27 août 2021               |
| 125 | 21b | Mon ami Mick                      | In the Mick of Time      | 16 juillet 2021            |
| 126 | 22a | Fausse Famille                    | Fam Scam                 | 5 novembre 2021            |
| 126 | 22b | Travail à la ferme                | Farm to Unstable         | 5 novembre 2021            |
| 127 | 23a | Un plat qui se mange froid        | Diss the Cook            | 12 novembre 2021           |
| 127 | 23b | Loin des Loud                     | For Sale by Loner        | 12 novembre 2021           |
| 128 | 24a | Mordus de vampires                | Fright Bite              | 15 octobre 2021            |
| 128 | 24b | L'os du Loudosaure                | The Loudly Bones         | 26 novembre 2021           |
| 129 | 25a | Papas en péril                    | Runaway McBride          | 4 mars 2022                |
| 129 | 25b | Une enquête Dacier                | High Crimes              | 4 mars 2022                |
| 130 | 26a | Querelles intestines              | Appetite for Destruction | 16 janvier 2022            |
| 130 | 26b | Le Bal de l'accusé                | Frame on You             | 16 janvier 2022            |

### Sixième saison (2022/2023)
Le 9 septembre 2020, Nickelodeon annonce que la série est renouvelée pour une sixième saison.
| №   | #   | Titre français                   | Titre original                   | Date de première diffusion |
| --- | --- | -------------------------------- | -------------------------------- | -------------------------- |
| 131 | 1a  | Opération cadeau                 | Present Danger                   | 30 mai 2022                |
| 131 | 1b  | Le Rôle de sa vie                | Stressed for the Part            | 30 mai 2022                |
| 132 | 2a  | Ne t'en va pas, Clyde            | Don't Escar-go                   | 11 mars 2022               |
| 132 | 2b  | Coup double                      | Double Trouble                   | 11 mars 2022               |
| 133 | 3a  | Flip flirte                      | Flip This Flip                   | 18 mars 2022               |
| 133 | 3b  | Chasseurs de fantômes            | Haunted House Call               | 18 mars 2022               |
| 134 | 4   | SOS Royal Woods !                | Save Royal Woods!                | 1er juillet 2022           |
| 135 | 5a  | Critiques chroniques             | The Taunting Hour                | 25 mars 2022               |
| 135 | 5b  | Les Chaises musicales            | Musical Chairs                   | 25 mars 2022               |
| 136 | 6a  | La Petite bête                   | A Bug's Strife                   | 1er avril 2022             |
| 136 | 6b  | La Rage de vaincre               | All the Rage                     | 1er avril 2022             |
| 137 | 7a  | Vol de scoops                    | Scoop Snoop                      | 8 avril 2022               |
| 137 | 7b  | Une histoire de flou             | Eye Can't                        | 8 avril 2022               |
| 138 | 8a  | Piège en cuisine                 | Dine and Bash                    | 15 avril 2022              |
| 138 | 8b  | En quête de banquette            | Sofa, So Good                    | 15 avril 2022              |
| 139 | 9a  | Pantin de secours                | The Last Laugh                   | 17 juin 2022               |
| 139 | 9b  | Mauvaise conduite                | Driver's Dread                   | 17 juin 2022               |
| 140 | 10a | Campeur et sans reproche         | Bummer Camp                      | 10 juin 2022               |
| 140 | 10b | Pyjama blues                     | Sleepstakes                      | 10 juin 2022               |
| 141 | 11a | Joyeux chat-nniversaire          | Cat-astrophe                     | 24 juin 2022               |
| 141 | 11b | Reine à tout prix                | Prize Fighter                    | 24 juin 2022               |
| 142 | 12  | Le temps se gâte                 | Time Trap!                       | 3 juin 2022                |
| 143 | 13a | Relevé en baisse                 | Crashed Course                   | 5 septembre 2022           |
| 143 | 13b | Blagues et burgers               | Puns and Buns                    | 8 juillet 2022             |
| 144 | 14a | Arrête ton cinéma                | Lights, Camera, Nuclear Reaction | 15 juillet 2022            |
| 144 | 14b | Telle éprise qui croyait prendre | Food Courting                    | 8 juillet 2022             |
| 145 | 15a | Panique en boutique              | Save the Last Pants              | 15 juillet 2022            |
| 145 | 15b | Les tracas du trac               | A Stella Performance             | 5 septembre 2022           |
| 146 | 16a | Hoquet'n'roll                    | Hiccups and Downs                | 29 juillet 2022            |
| 146 | 16b | La croisière s'ennuie            | The Loathe Boat                  | 5 août 2022                |
|     | 17b | Pas très sport                   | Cheer Pressure                   | 9 septembre 2022           |
| 147 | 17a | Championne malgré elle           | Stroke of Luck                   | 9 septembre 2022           |
| 148 | 18a | Perdue dans l'espace             | Space Jammed                     | 16 septembre 2022          |
| 148 | 18b | Chic et toc                      | Crown and Dirty                  | 16 septembre 2022          |
| 149 | 19a | Orchidée mon amour               | The Orchid Grief                 | 23 septembre 2022          |
| 149 | 19b | Le combat des chefs              | Forks and Knives Out             | 23 septembre 2022          |
| 150 | 20a | Le Cloud des Loud                | The Loud Cloud                   | 30 septembre 2022          |
| 150 | 20b | Le garage de Lana                | You Auto Know Better             | 30 septembre 2022          |
| 151 | 21  | Le concours de la peur           | Great Lakes Freakout!            | 21 octobre 2022            |
| 152 | 22a | Le mystère Myrtille              | Pop Pop the Question             | 25 décembre 2022           |
| 152 | 22b | L'ordre selon Lynn               | Lynn and Order                   | 25 décembre 2022           |
| 153 | 23a | La journée boule de neige        | Snow Escape                      | 20 décembre 2022           |
| 153 | 23b | Faits d'hiver                    | Snow News Day                    | 20 décembre 2022           |
| 154 | 24a | Père et impair                   | Day of the Dad                   | 8 mai 2023                 |
| 154 | 24b | Mini Lily                        | Small Blunder                    | 9 mai 2023                 |
| 155 | 25a | Une stagiaire à la mode          | Fashion No Show                  | 10 mai 2023                |
| 155 | 25b | Arnaque cinq étoiles             | Doom Service                     | 11 mai 2023                |
| 156 | 26a | Le cas des casiers               | The Hurt Lockers                 | 15 mai 2023                |
| 156 | 26b | L'amitié n'a pas d'odeur         | Love Stinks                      | 16 mai 2023                |

### Septième saison (2023/2024)
Le 24 mars 2022, Nickelodeon annonce que la série est renouvelée pour une septième saison.
| №   | #   | Titre français                                | Titre original                     | Date de première diffusion |
| --- | --- | --------------------------------------------- | ---------------------------------- | -------------------------- |
| 157 | 1a  | Préhistoire post-moderne                      | Waking History                     | 17 mai 2023                |
| 157 | 1b  | La Guerre des farces                          | Prank Fore Nothing                 | 18 mai 2023                |
| 158 | 2a  | Bébé rock                                     | Child's Play                       | 22 mai 2023                |
| 158 | 2b  | Les petites manies                            | Force of Habits                    | 23 mai 2023                |
| 159 | 3a  | Ma vie sans sucreries                         | Candy Crushed                      | 24 mai 2023                |
| 159 | 3b  | Le maître des désillusions                    | Master of Delusion                 | 25 mai 2023                |
| 160 | 4a  | Anniversaire et sortilèges                    | Bye Bye Birthday                   | 28 septembre 2023          |
| 160 | 4b  | Le drôle, le dur et les caïds                 | Tough Guise                        | 7 septembre 2023           |
| 161 | 5   | Sur la route : Le Bizzaritorium               | Road Trip: Bizarritorium           | 14 juillet 2023            |
| 162 | 6a  | Sur la route : Les Loud à la Maison-Blanche   | Road Trip: Bringing Down the House | 14 juillet 2023            |
| 162 | 6b  | Sur la route : Randonnée abandonnée           | Road Trip: Mountain Hard Pass      | 14 juillet 2023            |
| 163 | 7a  | Sur la route : Brad et Rita                   | Road Trip: From Brad to Worse      | 14 juillet 2023            |
| 163 | 7b  | Sur la route : À la recherche du pantin perdu | Road Trip: Doll Day Afternoon      | 14 juillet 2023            |
| 164 | 8a  | Sur la route : La nouvelle star               | Road Trip: Screen Queen            | 14 juillet 2023            |
| 164 | 8b  | Sur la route : Fuite d'amitié                 | Road Trip: Hide and Sneak          | 14 juillet 2023            |
| 165 | 9a  | La valse des tricheurs                        | Out of Step                        | 5 septembre 2023           |
| 165 | 9b  | La méthode Astrid                             | Too Cool for School                | 5 septembre 2023           |
| 166 | 10a | Remplaçante définitive                        | Music to My Fears                  | 6 septembre 2023           |
| 166 | 10b | Un manège lessivant                           | Fluff and Foiled                   | 6 septembre 2023           |
| 167 | 11a | Autant en emporte le van                      | Leave No Van Behind                | 11 septembre 2023          |
| 167 | 11b | Sponsor, j'adore                              | Sponsor Tripped                    | 12 septembre 2023          |
| 168 | 12a | Le roi de la fête                             | Party Fowl                         | 13 septembre 2023          |
| 168 | 12b | Nuit blanche à Royal Woods                    | Sleepless in Royal Woods           | 14 septembre 2023          |
| 169 | 13a | La vie rêvée de Liam                          | Hunn-cutt Games                    | 16 janvier 2024            |
| 169 | 13b | La reine du ring                              | Can't Lynn Em All                  | 17 janvier 2024            |
| 170 | 14a | Adieu Tanya                                   | Bye Tanya                          | 18 janvier 2024            |
| 170 | 14b | Un secret bien enterré                        | What Lies Beneath                  | 22 janvier 2024            |
| 171 | 15a | Détective Mystère                             | An Inspector Falls                 | 23 janvier 2024            |
| 171 | 15b | Le millionième client                         | One in a Million                   | 24 janvier 2024            |
| 172 | 16a | Un dernier farce à farce                      | Dread of the Class                 | 25 janvier 2024            |
| 172 | 16b | Opération vol de licorne                      | Welcome to the Doll Heist          | 3 juin 2024                |
| 173 | 17  | Les frères ennemis                            | Twas the Fight Before Christmas    | 1er décembre 2023          |
| 174 | 18a | Sorts en stock                                | Let's Break a Deal                 | 3 juin 2024                |
| 174 | 18b | À plat nommé                                  | A Dish Come True                   | 4 juin 2024                |
| 175 | 19a | Dettes dacier                                 | Beg, Borrow and Steele             | 4 juin 2024                |
| 175 | 19b | Les nouveaux riches                           | There Will Be Mud                  | 5 juin 2024                |
| 176 | 20a | Farces en force                               | Riddle School                      | 5 juin 2024                |
| 176 | 20b | Opération opéra                               | Love Me Tenor                      | 6 juin 2024                |

### Huitième saison (2024/2025)
Le 26 décembre 2023, Nickelodeon annonce que la série est renouvelée pour une huitième saison.
| №   | #   | Titre français                                | Titre original                            | Date de première diffusion |
| --- | --- | --------------------------------------------- | ----------------------------------------- | -------------------------- |
| 177 | 1a  | Le retour de Lori                             | Homeward Bound                            | 10 juin 2024               |
| 177 | 1b  | Pâtisseries en conflit                        | Pressure Cooker                           | 11 juin 2024               |
| 178 | 2a  | Le garçon qui tombe à pic                     | Steeling Thunder                          | 12 juin 2024               |
| 178 | 2b  | En mer et contre tout                         | Be Careful What You Fish For              | 13 juin 2024               |
| 179 | 3a  | Quand bien mime                               | Only Mime Will Tell                       | 17 juin 2024               |
| 179 | 3b  | L'esprit de la victoire                       | The Winning Spirit                        | 18 juin 2024               |
| 180 | 4a  | InTODDnito                                    | InTODDnito                                | 19 juin 2024               |
| 180 | 4b  | Au temps pour moi                             | Weather or Not                            | 20 juin 2024               |
| 181 | 5   | Les Loud en Europe : Un fan qui compte        | Europe Road Trip : A Knight to Remember   | 11 juillet 2025            |
| 182 | 6a  | Les Loud en Europe : La recette secrète       | Europe Road Trip : Nonna your Buisiness   | 18 juillet 2025            |
| 182 | 6b  | Les Loud en Europe : Béguin Alpin             | Europe Road Trip : Alpining Alway         | 18 juillet 2025            |
| 183 | 7a  | Les Loud en Europe : Une nuit en Transylvanie | Europe Road Trip : A Bite in Transylvania | 25 juillet 2024            |
| 183 | 7b  | Les Loud en Europe : Odyssée en Grèce         | Eurpe Road Trip : Greece is the World     | 25 juillet 2024            |
| 184 | 8a  | MasKarade                                     | Kara-less Whisper                         | 12 novembre 2024           |
| 184 | 8b  | Le Parfum du succès                           | Dollars and Scents                        | 12 novembre 2024           |
| 185 | 9a  | Prise de becs et biscoteaux                   | Bulking and Sulking                       | 13 novembre 2024           |
| 185 | 9b  | La chasse aux ragots                          | Wild Goss Chase                           | 14 novembre 2024           |
| 186 | 10a | Le tatouage de la peur                        | The weakest Ink                           | 18 novembre 2024           |
| 186 | 10b | Lisa la vendeuse                              | Sales Forced                              | 19 novembre 2024           |
| 187 | 11  | Les Protecteurs de la Planète                 | Close Encounters of the Nerd Kind         | 23 octobre 2024            |
| 188 | 12  | Les Protecteurs de la Planète                 | Close Encounters of the Nerd Kind         | 23 octobre 2024            |
| 189 | 13a | Ne te torréfie à personne                     | Trouble Brewing                           | 21 novembre 2024           |
| 189 | 13b | Adorable pot de colle                         | The Cling and I                           | 21 novembre 2024           |

Neuvième saison
| N°  |     | titre français              | titre original           |
| --- | --- | --------------------------- | ------------------------ |
| 190 | 1a  | La boule de cristal         | Crystal Baillin          |
| 190 | 1b  | Le jeu le plus réaliste     | The Most Dangerous Gamer |
| 191 | 2a  |                             | Merry Diss-mas           |
| 191 | 2b  |                             | Just Snow with it        |
| 192 | 3a  | Garde partagée              | Meet the purrent         |
| 192 | 3b  | Un appartement très demandé | Apartment Complex        |
| 193 | 4a  | Animaux incognito           | Pet Project              |
| 193 | 4b  | Le pépin magique            | Cuff Break               |
| 194 | 5a  | Tant bien que bal           | Prom-Com                 |
| 194 | 5b  | Luan fait le buzz           | Scene Steeler            |
| 195 | 6a  | Une amie en or              | Rough Patch              |
| 195 | 6b  | L'as des Loud               | The GLOAT                |
| 196 | 7a  |                             | Kanga-ruse               |
| 196 | 7b  |                             | The Walking Bed          |
| 197 | 8a  |                             | Hologram Jam             |
| 197 | 8b  |                             | Ship Wreckers            |
| 198 | 9a  |                             | Writer's Retreat         |
| 198 | 9b  |                             | Sick as a Dad            |
| 199 | 10a |                             | Gags to Riches           |
| 199 | 10b |                             | Sole Searching           |
| 200 | 11a |                             | Hamalot                  |
| 200 | 11b |                             | Garbadge Dumped          |
| 201 | 12a |                             | Swimming Fools           |
| 201 | 12b |                             | Stage Combat             |
| 202 | 13  |                             | Summer Camp : Ticked Off |

Dixième saison
| N°  |    | titre français | titre original                     |
| --- | -- | -------------- | ---------------------------------- |
| 203 | 1a |                | Summer Camp : The Grate Outdoors   |
| 203 | 1b |                | Summer Camp : Don't Lose Your Cool |
| 204 | 2a |                | Summer Camp : Treasure Haunt       |
| 204 | 2b |                | Summer Camp : Brawl of the Wild    |
| 205 | 3a |                | Spy Dames                          |
| 205 | 3b |                | Cupid's Harrow                     |
| 206 | 4a |                | Clyde Can't Decide                 |
| 206 | 4b |                | Shred of Evidence                  |
| 207 | 5a |                | The Big Move                       |
| 207 | 5b |                | Personal Train Wreck               |

### Film
Le 28 mars 2017, le président de Paramount, Marc Evans, annonce qu'un film d'animation basé sur la série est prévu pour le 7 février 2020. Cependant, en janvier 2019, Paramount retire le film de son calendrier. Le 5 février 2019, The Hollywood Reporter annonce que le projet devrait finalement voir le jour sur la plateforme américaine Netflix.

### Sérielive
Le 19 février 2020, un téléfilm en prise de vues réelles est annoncé en cours de développement pour la saison 2020-2021. Intitulé A Loud House Christmas, il  est diffusé le 26 novembre 2021 sur Nickelodeon. Le 24 mars 2022, Shauna Phelan, vice-présidente de Nickelodeon et Awesomeness Live-Action, annonce qu'une série live en 10 épisodes est en préparation, à la suite du succès du téléfilm.